# کویر روح مرغوم
کویر روح مرغوم در غرب و جنوب غربی شهرستان طبس و به فاصله ۱۰ کیلومتری از آن واقع شده است.

## مشخصات

### موقعیت جغرافیایی
این کویر در موقعیت جغرافیایی N3336 تا N3302 و E5648 تا E5703 در استان یزد واقع است. میانگین ارتفاع این شوره زار از سطح آبهای آزاد در حدود ۷۰۷ متر است. کویر گستره‌ای شمالی جنوبی دارد و طول آن در حدود ۷۳ کیلومتر و عرض آن در بیشترین حالت ۱۲ کیلومتر است. کویر روح مرغوم از سمت شرق به کوه‌های جمال، دوهک، مرغوب و اسفندیار مشرف است.

### بیابان زدایی
در سالهای اخیر سطح این کویر برای جلوگیری از پیشروی و مهار بیابان زایی شخم زده شده است.

### نامگذاری
علت نامگذاری کویر احتمالا به افسانه‌هایی باز می‌گردد که مردم حاشیه اکثر نقاط کویری از کویر بازگو می‌کنند. این منطقه دارای نمکزار ولی فاقد اشکال پلی گن است. مارکوپولو در سفرنامه خود به این دریاچه که در حاشیه طبس قرار دارد اشاره کرده است.

## پوشش گیاهی
در داخل کویر روح مرغوم هیچ گونه پوشش گیاهی قابل مشاهده نیست. تنها در حاشیه کویر گیاهان هالوفیت و شور پسند همچون اشنان و گز قابل مشاهده هستند. در خارج از منطقه کویر در زمینهایی که شوری خاک کمی کاهش می‌یابد می‌توان پوشش گیاهی شامل تاغ، گون، اسفناج وحشی، تره تیزک، کاکوتی، فرفیون، گل گندم، شقایق کوهی، انغوزه، زنبق صحرایی، ملیکا، خارشتر، کلاه میرحسن، کاروانکش، افدرا، اسکنبیل، تاغ، قیچ، پرند، گز، گل کتانی، بابونه‌ای، شب بوی صحرایی، تلخک، اسفند، علف شور، کلپوره، شیرینک مشاهده کرد. همچنین در حاشیه کویر نخلستانهای فراوانی قابل مشاهده است.

## حیات وحش
به دلیل شوری خاک، ضعف پوشش گیاهی و نبود چشمههای آب شیرین در منطقه حیات وحشی برای این منطقه متصور نیست. اما در حاشیه منطقه، حیات وحش منطقه شامل گرگ، شغال، روباه معمولی، کفتار، جبیر، هوبره، بحری، دلیجه، کبک، تیهو، بلدرچین، عقاب دشتی، چاخ لق، کبوتر چاهی، یاکریم، شاه بوف، سبزه قبا هندی، دم جنبانک ابلق، سنگ چشم دم سرخ و گنجشک معمولی از جمله پرندگان این منطقه هستند. انواعی گوناگونی از رده خزندگان در این منطقه به چشم می‌خورد که شامل راسته لاک‌پشت‌ها و نیز خانواده آگاماها، سمندرها و اسکینک‌ها است. از دیگر خانواده خزندگان می‌توان به بزمجه‌ها اشاره کرد.

## دسترسی
دسترسی به این کویر از طریق جاده ارتباطی شهرستان طبس به رباط پشت بادام امکانپذیر است.